# Округ Крук (Вајоминг)
Крук (енгл. Crook County) је округ у америчкој савезној држави Вајоминг.

## Демографија
По попису из 2010. године број становника је 7.083, што је 1.196 (20,3%) становника више него 2000. године.
| Група             | 2000.         | 2010.         |
| Белци             | 5.729 (97,3%) | 6.794 (95,9%) |
| Афроамериканци    | 3 (0,1%)      | 14 (0,2%)     |
| Азијати           | 4 (0,1%)      | 11 (0,2%)     |
| Хиспаноамериканци | 54 (0,9%)     | 141 (2,0%)    |
| Укупно            | 5.887         | 7.083         |